# Rumänien i olympiska vinterspelen 1952
Rumänien deltog med 16 deltagare vid de olympiska vinterspelen 1952 i Oslo. Ingen av landets deltagare erövrade någon medalj.